# Kevin Metka
 Kevin Metka  (nacido el 11 de agosto de 1991) es un tenista profesional estadounidense.